# فولفغانغ جروس
فولفغانغ جروس (بالألمانية: Wolfgang Groß)‏ هو موجه قوارب ‏ ألماني، ولد في 30 مارس 1954.

## وصلات خارجية
- فولفغانغ جروس على موقع الاتحاد الدولي للتجديف (الإنجليزية)